# 兵庫県道193号西宮港線
兵庫県道193号西宮港線（ひょうごけんどう193ごう にしのみやこうせん）は、兵庫県西宮市を通る一般県道である。

## 概要
西宮市建石町から西宮市産所町に至る。

### 路線データ
- 起点：西宮市建石町（前浜町交差点、臨港線終点）
- 終点：西宮市産所町（産所町交差点、国道2号交点）
- 総延長：約1.056 km

## 路線状況

### 別名
- えべっさん筋

## 地理

### 通過する自治体
- 西宮市

### 交差する道路
| 交差する道路           | 交差する場所 | 交差する場所        |
| ---------------------- | ------------ | ------------------- |
| 臨港線                 | 建石町       | 前浜町交差点 / 起点 |
| 酒蔵通り               | 浜町         | 浜町交差点          |
| 国道43号               | 宮前町       | 戎前交差点          |
| 鳴尾御影線             | 田中町       | 田中町北交差点      |
| 国道2号 国道171号 重複 | 産所町       | 産所町交差点 / 終点 |

### 交差する鉄道
- 阪神本線

### 沿線
- 西宮港
- 西宮市立浜脇小学校
- 西宮市立浜脇中学校
- 西宮神社
- 阪神本線 西宮駅